# 田中慶司
田中 慶司（たなか けいじ、1945年 - ）は、日本の厚生労働技官、医師。防衛参事官や、厚生労働省大臣官房技術総括審議官、厚生労働省健康局長、東京医科大学理事長などを歴任した。

## 人物・経歴
1973年東京大学医学部医学科卒業。1978年厚生省入省、結核成人病課課長補佐。2000年厚生省近畿厚生局長。2001年防衛参事官（医療担当）。2002年厚生労働省大臣官房技術総括審議官。2003年厚生労働省健康局長。2005年結核予防会結核研究所顧問、東京海上日動火災保険顧問。2010年東京医科大学理事長。2015年医療安全調査機構専務理事、平成27年度医療関連サービス実態調査検討会座長。アルコール健康医学協会理事長なども務めた。
2015年11月瑞宝中綬章受章。